# Quarto ventrículo

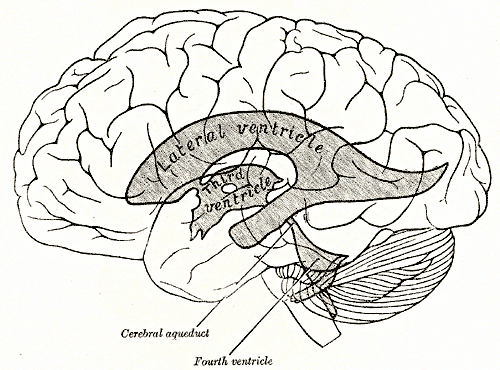
Ventrículos do cérebro humano

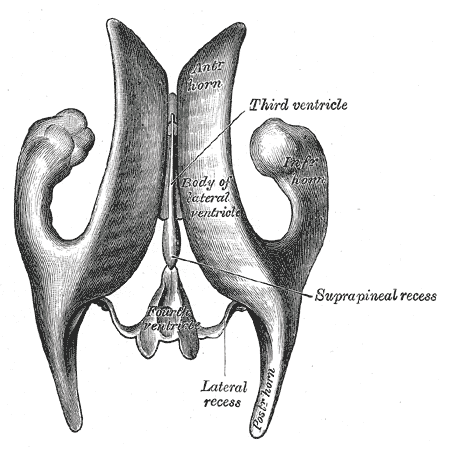
Ventrículos do cérebro humano

O quarto ventrículo é uma das quatro cavidades preenchidas por fluido que compreendem o sistema ventricular no interior do encéfalo humano. É preenchido por líquido cefalorraquidiano.
O quarto ventrículo é ligado ao terceiro pelo aqueduto cerebral. Que por sua vez faz comunicação com os ventrículos laterais pelos buracos interventriculares.

## Estrutura
No chão do quarto ventrículo é possível observar vários sulcos e elevações significativas. Por exemplo, o sulco limitante é facilmente observável ao longo de todo o pavimento e observa-se a sua entrada na protuberância. Este sulco irá separar os neurônios motores, que se irão situar numa posição mais medial, dos neurônios sensitivos que se localizam numa posição lateral.
A porção lateral ao sulco limitante do bulbo e da protuberância é maioritariamente ocupada pelo núcleo vestibular e é geralmente referida como área vestibular.
A área medial ao sulco apresenta:
- Um sulco mediano ventricular.
- Duas eminências mediais mais rostralmente.
- Duas fóveas superiores e duas fóveas inferiores.
- Núcleos motores, três dos quais de grande importância e possíveis de observar em cada um dos lados (a estrutura que divide o quarto ventrículo em metade direita e metade esquerda é o sulco mediano ventricular):
  - Trígono do hipoglosso que marca o núcleo do hipoglosso – é o mais medial distingue-se porque se apresenta como uma pequena elevação medial ao sulco mediano ventricular.
  - Trígono dorsal do vago que marca o núcleo dorsal do vago – lateral ao trígono do hipoglosso, parece contínuo com a fóvea inferior e é uma pequena depressão.
  - Núcleo vestibular – o mais lateral, situado na área vestibular.
  - Entre os núcleos do hipoglosso e núcleo dorsal de vago existe profundamente um núcleo peculiar – o núcleo solitário. Tem este nome porque as suas fibras se apresentam completamente encapsuladas por células ao longo de todo o seu trajecto e tem uma importância enorme na regulação da dor sendo designada de área assíncona do bolbo.
- Colículo facial – pequena elevação caudal à eminência facial. Esta estrutura não é causada pela presença de um núcleo motor do nervo facial subjacente, mas sim pelo núcleo abducente. No entanto, recebe este nome, porque as fibras do facial contornam o núcleo abducente neste local, no seu caminho de saida do tronco cerebral.
- Área prostema – separada do triângulo do vago pelo funículo separans. É um órgão circunventricular pelo que não está sujeito à barreira hematoencefálica (responsável pelo reflexo do vómito).
- Estrias medulares

Na protuberância e porção rostral do bolbo raquidiano o quarto ventrículo é revestido posteriormente pela vela medular superior e inferior, tela coroideia e pelo cerebelo.